# Eddie Adams

Edward Thomas "Eddie" Adams, (New Kensington, Westmoreland County, Pennsylvania, 12. lipnja 1933. – New York, 19. rujna 2004.), bio je američki fotograf i fotoreporter poznat po portretima poznatih osoba i političara, te po izvještavanju s ratnih područja.
Adams je kao ratni fotograf sudjelovao u trinaest ratova, između ostalih i u Vijetnamskom ratu. Fotografiju u Saigonu, kada šef policije, general Nguyễn Ngọc Loan, ubija na ulici Nguyễna Văn Léma, pripadnika Fronte nacionalnog oslobođenja Južnog Vijetnama, snimio je 1. veljače 1968., te je 1969. bio nagrađen Pulitzerovom nagradom za svoju fotografiju koja je kod ljudi diljem svijeta prouzrokovala skepsu o ulozi SAD-a u Vijetnamskom ratu.

## Vanjske poveznice
- Kanal "DocsOnlinea" na YouTubeu: Pulitzer prize 1968 commented by its photographer, Eddie Adams (isječak)
- Arts of War on the Web: An Unlikely Weapon: Eddie Adams Doc in Theaters
- PBS: Interview with Eddie Adams
- BBC: In Pictures: Eddie Adams
- Pittsburgh Post-Gazette: Obituary: Eddie Adams / New Kensington native who won Pulitzer for photo of execution
- The Eddie Adams Workshop  Arhivirana inačica izvorne stranice od 7. srpnja 2007. (Wayback Machine)
- An Unlikely Weapon: The Eddie Adams Story
- Dolph Briscoe Center for American History: Photojournalism
- Coomes, P., The Price of a Picture, BBC, 18. siječnja 2010.